# عوسق كبير
العوسق الكبير هي طيور جارحة تنتمي إلى فصيلة الصقور، وهي من أكبر طيور الصقور وتوجد في المناطق المفتوحة في جنوب وشرق أفريقيا.

## وصف
يتميز الصقور الكبير بلونه الأحمر الشاحب بشكل عام. أما أجزاؤه العلوية، بما في ذلك الظهر وأغطية الأجنحة، فهي حمراء شاحبة مع خطوط سوداء عريضة. أما ذيله فهو رمادي شاحب مع خطوط رمادية داكنة. أما أجزاؤه السفلية، بما في ذلك الصدر والحلق والبطن العلوي، فهي حمراء شاحبة مع خطوط سوداء دقيقة.
- الطول: 34-38 سم
- طول الجناحين: 84 سم
- الوزن: 178-334 جرام

عادةً ما يكون النوع صامتًا ولكنه يصدر نداءً حادًا ومتكررًا.

## موطنه
الصقر الكبير هو طائر يعيش في المناطق المفتوحة والجافة وشبه الجافة، ويتراوح من الشجيرات الصحراوية إلى الغابات المفتوحة الجافة والأراضي العشبية. وهو أكثر انتشارًا في أنواع نباتات كالاهاري وكارو. وهو منتشر أيضًا في المراعي في وسط جنوب إفريقيا ولكنه أقل عددًا. ويفضل الصقر الكبير المروج المفتوحة ذات الغطاء النباتي القصير وهطول الأمطار المعتدل إلى المنخفض. ويوجد أيضًا في المناطق المزروعة في شمال شرق جنوب إفريقيا حيث يتوسع انتشاره.

## طعامه
يصطاد الصقور الكبيرة عادة من أماكن مكشوفة مثل الأشجار أو الصخور. كما يحوم مثل العديد من الصقور الأخرى. يتغذى بشكل أساسي على اللافقاريات مثل الجراد والنمل الأبيض والخنافس والرخويات. كما يتغذى أيضًا على السحالي وأحيانًا الطيور الصغيرة والثدييات والثعابين. يصطاد بشكل أساسي فرائسه على الأرض. ينجذب إلى الحرائق حيث يصطاد الحشرات والفرائس الأخرى أثناء فرارها من النيران.

## تكاثره
تتكاثر طيور الصقور الكبيرة من أغسطس إلى ديسمبر والذروة خلال شهري سبتمبر وأكتوبر. تتم معظم عمليات وضع البيض قبل هطول أمطار الصيف مباشرة من أجل زيادة توفر الفرائس خلال فترة العش.

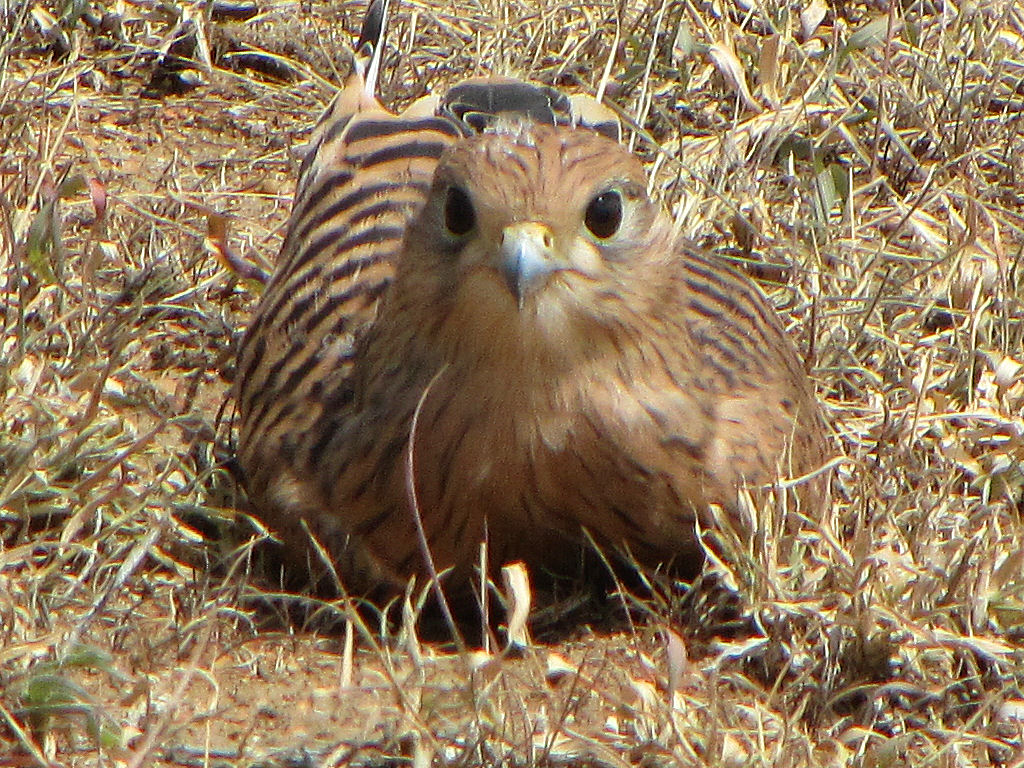

تضع الأنثى من 1 إلى 5 بيضات (عادة 3 أو 4) في كل مجموعة. وتكون البيض ذات لون كريمي أو بني فاتح مع بقع حمراء بنية متغيرة. وتبدأ فترة الحضانة مع أول بيضة توضع، حيث يوجد في بعض الأعشاش اختلاف واضح في عمر وتطور الصغار. وتستمر فترة الحضانة لمدة 32 إلى 33 يومًا وتتم في الغالب بواسطة الأنثى.
يقوم كلا الوالدين بتزويد الفراخ بالطعام. تميل الإناث إلى الصيد بالقرب من العش وصيد الحشرات في الغالب، بينما يصطاد الذكور في أماكن أبعد ويعيدون الفرائس الأكبر حجمًا مثل القوارض إلى العش. تصبح الصغار كاملة الريش بعد 32 إلى 35 يومًا ولكنها تظل معتمدة على والديها لمدة 30 يومًا على الأقل بعد رحلتها الأولى.